# غاري سميث (لاعب كرة قدم بريطاني)
غاري سميث (بالإنجليزية: Gary Smith)‏ (30 يناير 1984 في المملكة المتحدة - ) هو لاعب كرة قدم بريطاني في مركز الوسط. لعب مع ميلتون كينز دونز ونادي برينتفورد ونادي ميدلزبره ونادي ويمبلدون ودارلينجتون إف سى.

## وصلات خارجية
- غاري سميث على موقع قاعدة بيانات كرة القدم.إي يو (الإنجليزية)
- غاري سميث على موقع Soccerbase.com (لاعب) (الإنجليزية)
- غاري سميث على موقع Soccerway.com (الإنجليزية)